# Madonna del Parafuoco
La Madonna del Parafuoco è un dipinto attribuito a Robert Campin, tecnica mista su tavola (63x49 cm), conservato nella National Gallery di Londra e databile al 1430 circa.

## Descrizione e stile
L'opera, una Madonna del latte, è ambientata in un interno domestico dipinto con estrema cura e attenzione ai dettagli quotidiani. Il nome deriva dal parafuoco in paglia intrecciata che copre il camino e che si trova proprio dietro la testa della Vergine, a disegnare una laica aureola, del tutto domestica.
La Vergine è vestita di un manto chiaro, che ricade a terra formando pieghe ampie e scultoree, ispirate alle figure vigorose dello scultore Claus Sluter, che ebbero influenza anche su Jan van Eyck. L'accostamento a opere scultoree è sollecitato anche dall'uso della monocromia.
Se la spazialità appare ancora un po' intuitiva (come il ripido pavimento), l'uso della luce è già tipico della pittura fiamminga, con una grande cura alla resa dei dettagli ed al diverso "lustro" (riflesso) che i materiali producono, dalla colla in metallo, alla stoffa, ai morbidi capelli della Vergine. Dalla finestra sullo sfondo si intravede una città fiamminga del primo Quattrocento, brulicante di vita. 